# Spex

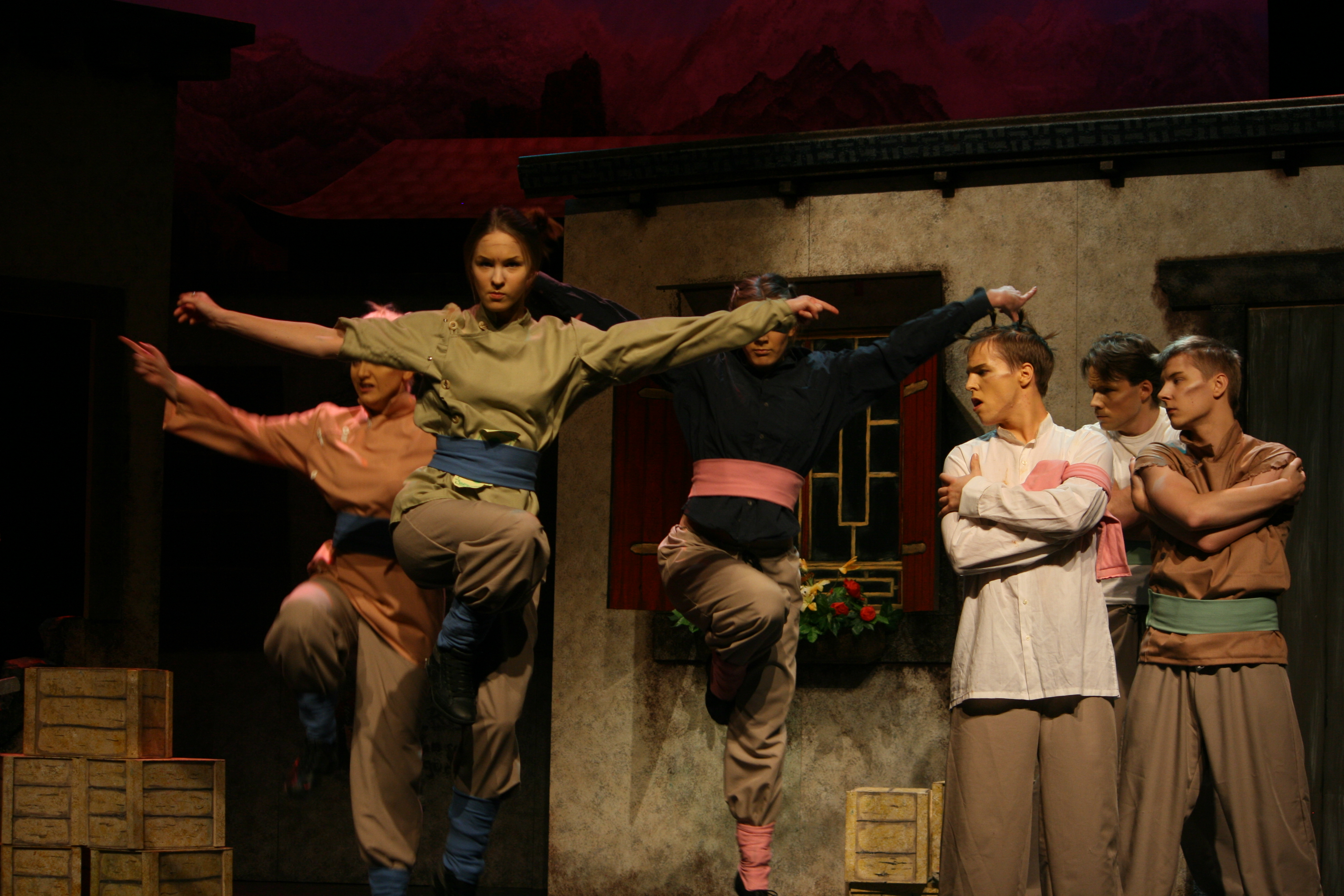
Dansscen från Kårspexet 2010: Shangri-la - eller när lösningen till problemet är källan.

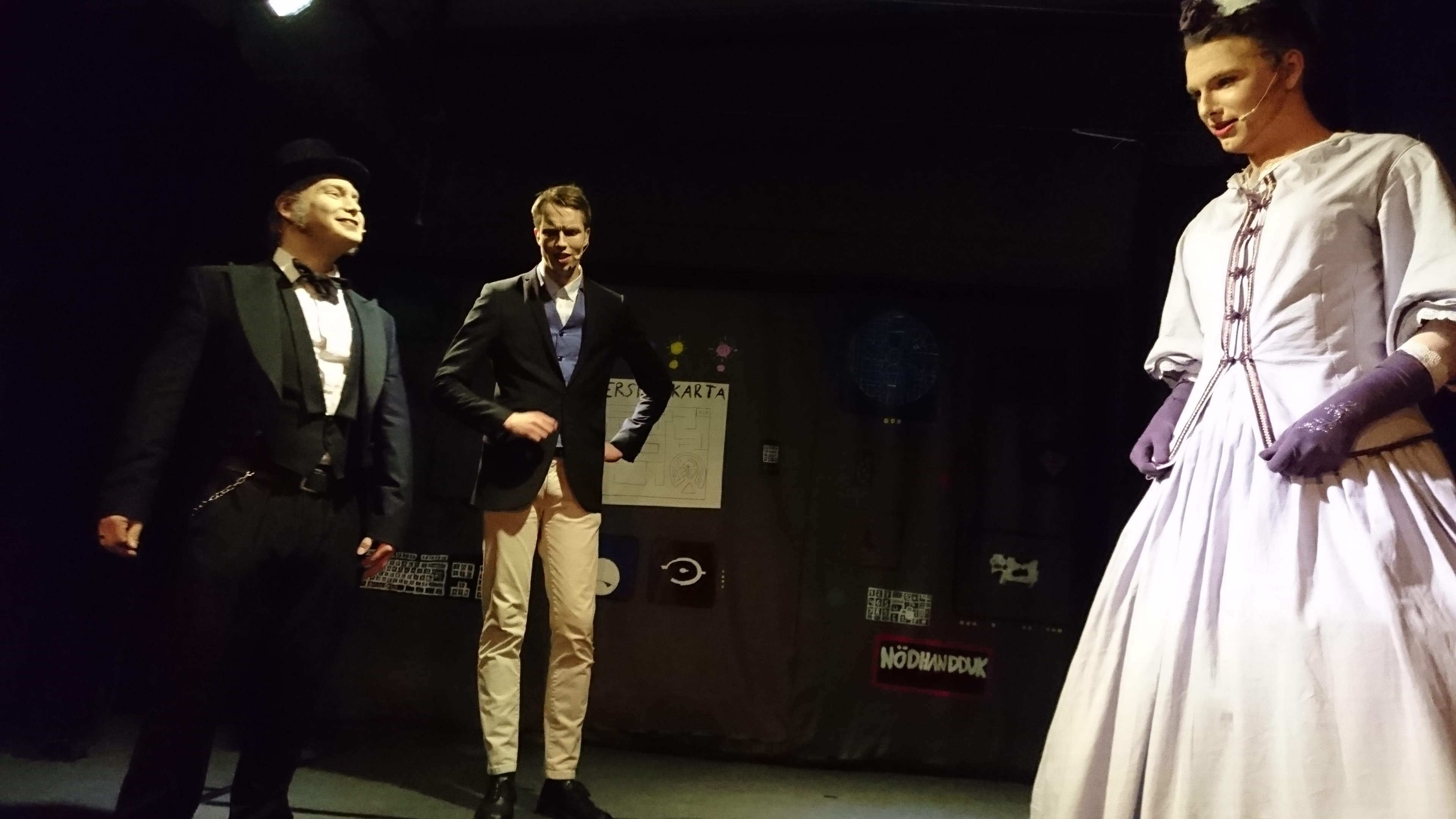
F-spexet Jules Verne 2017: rollfigurerna Michael Faraday, Jules Verne och Ada Lovelace.

Studentspex eller bara spex är en form av amatörteater i Sverige och Finland med stark studentikos anknytning. Ordet spex är studentslang, en förkortning av spektakel, ursprungligen från latinets spectaculum – skådespel.

## Utbredning
Spex finns framförallt vid de svenska universiteten och högskolorna. Spexkulturen är utbredd i studentstäderna Lund, Uppsala, Göteborg, Linköping, Umeå, Luleå, Örebro och Stockholm. De medverkande i spex är oftast studenter eller yngre akademiker.

## Historia

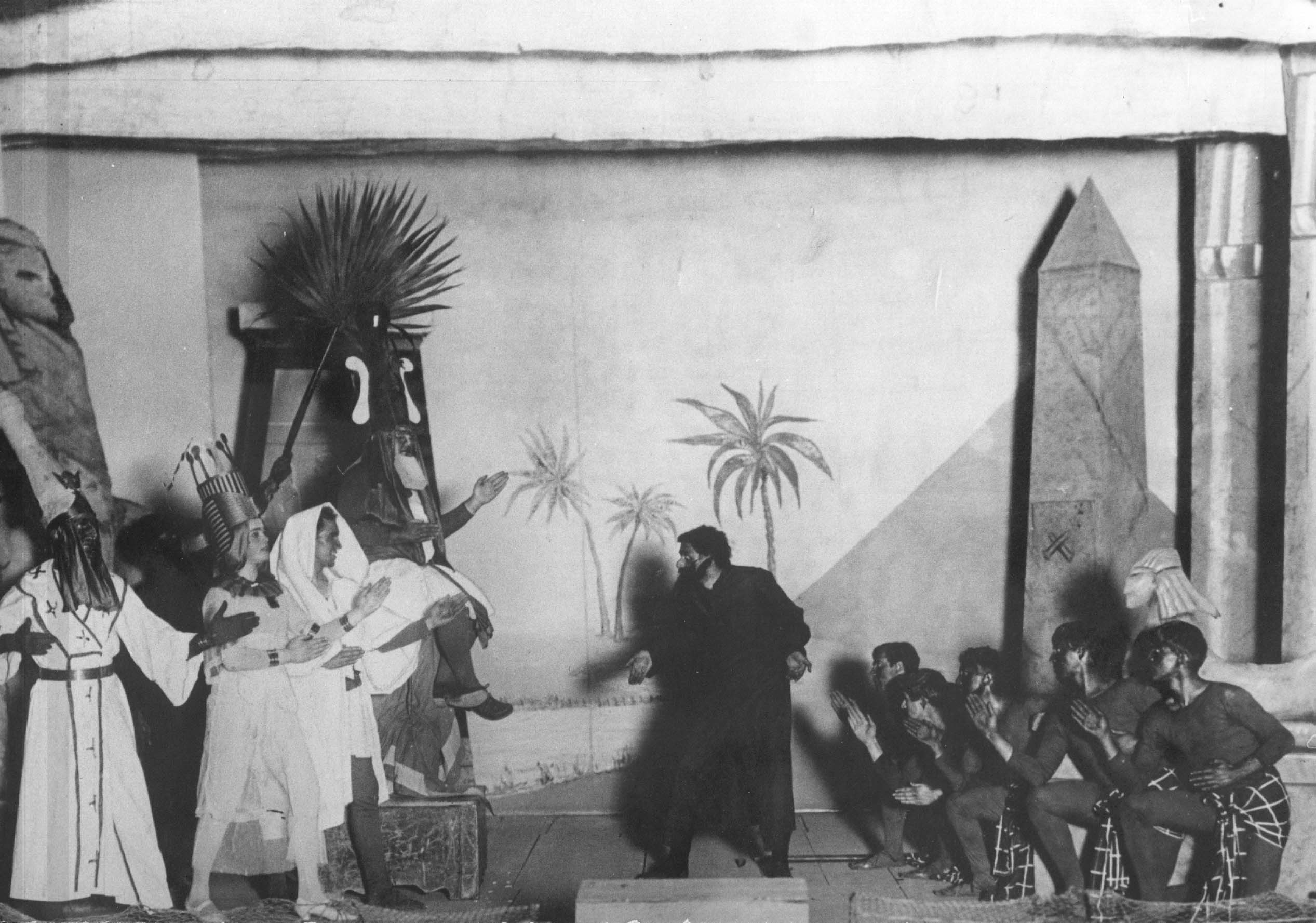
Scen ur spexet Uarda i Lund år 1909.

### Sverige

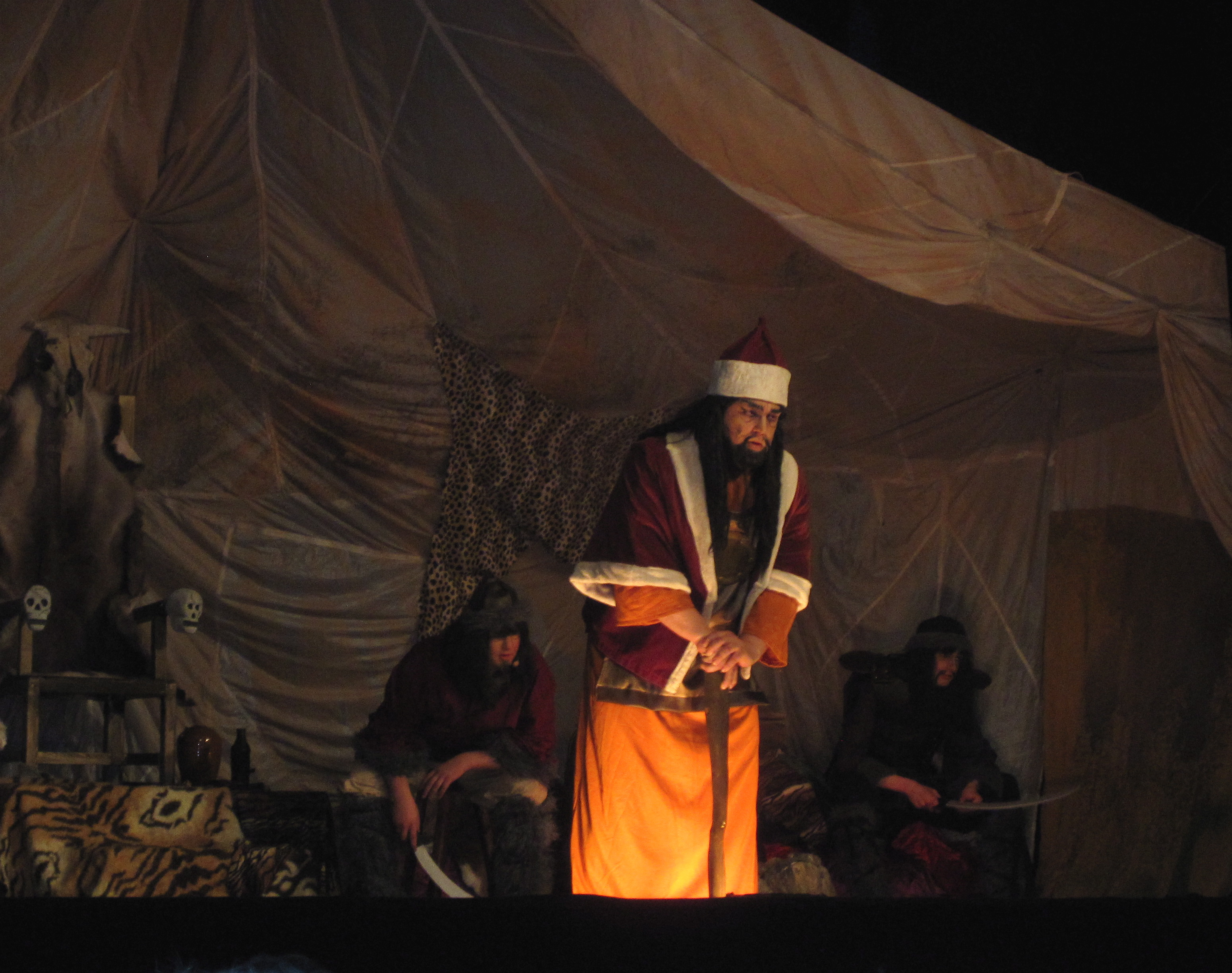
Scen ur spexet Djingis Khan i Lund år 2011.

Spexet uppstod åren omkring 1850 vid studentnationerna i Uppsala, ofta som parodier på klassiska dramer på latin och grekiska som för många studenter ingick i studierna vid Uppsala universitet. En stor inspirationskälla för de tidiga spexen var Jacques Offenbachs operetter, särskilt Orfeus i underjorden (1858) och Sköna Helena (1864). 
Vad som skall räknas som det första moderna spexet är oklart. Några som brukar nämnas är Mohrens sista suck år 1865 (det äldsta komplett bevarade spexet och sannolikt mest spelade), På Madagaskar år 1870, båda på Södermanlands-Nerikes nation i Uppsala, Trollflaskan år 1851 (en parodi av Knut Almlöf på operan Trollflöjten) på Stockholms nation och Jenny eller Näktergalen i Amerika (om operasångerskan Jenny Lind) på Stockholms nation 1852. Troligen är det dock Rudolf eller Blodbadet på Sicilien, vilket uppfördes 1853 på Stockholms nation men skrevs omkring tio år tidigare som en skolpjäs av Lorentz Alfred Hedin under pseudonymen Appe-Appeani.
Det uppförs fortfarande varje år på Stockholms nations majmiddag den 1 maj.
Spexet spreds snabbt över landet och i Lund sattes det första originalspexet, Gerda, upp år 1886 på Akademiska Föreningen. Detta brukar ses som grunden till den ensemble som i dag kallas Lundaspexarna. Det första spexet vid Kungliga Tekniska högskolan, Rudolf eller Blodbadet på Sicilien sattes upp år 1867 och det första Chalmersspexet, Bojan, sattes upp år 1948. Det första originalspexet i Göteborg anses dock vara Slaget vid Svoldern, eller Den farliga åldern, eller Han syntes aldrig mer som sattes upp vid dåvarande Göteborgs högskola 1914.
Några klassiska spex är Uarda (1908) och Djingis Khan (1954) som regelbundet sätts upp av Lundaspexarna.
Den längsta obrutna spextraditionen kan innehas av gymnasieföreningen GGF Verdandi vid Vasaskolan i Gävle, som producerat ett nytt spex varje år sedan 1938. Denna tradition torde vara längre, men källor saknas. Möjligen kan gymnasieföreningen Vigor, grundad 1903 i Sundsvall och arrangör av spex sedan 1930-talet, vara en konkurrent om äran att vara äldst.

### Finland
I Finland är spex numera en betydande del av studentkulturen, framför allt i Helsingfors. Det var teknologer som på 1930-talet började uppföra spex i Finland. Senare svalnade denna tradition och populariteten växte till sig först i början av 1990-talet. Den längsta oavbrutna spextraditionen i Finland hålls av den svenskspråkiga studentföreningen Medicinarklubben Thorax, som har uppfört spex sedan 1950-talet. Under slutet av 1980-talet och på 1990-talet spred sig spextraditionen till att bli en del av universitetens och högskolornas studentkultur runt om i Finland. De flesta spexensembler i Finland producerar spex varje år.
I Finland finns det även en lång tradition av att bjuda in spex från Sverige att uppföras i Finland. Bland annat Chalmersspexet har som tradition sedan 1950-talet att gästspela i Finland. Även Kårspexet från KTH och Medicinarspexet från Göteborg besöker Finland varje år. Sedan 2006 har Lulespexet haft ett turnéutbyte med Wasaspexet, som även har inneburit att Wasaspexet har turnerat till Luleå.

## Kännetecken
Ett spex är en form av lustspel, som företrädesvis behandlar ett historiskt eller litterärt motiv med uppsluppen respektlöshet. Anakronistiska inslag med hänsyftningar på aktuella personer och händelser är vanliga. Till skillnad från revyer består spexet av en sammanhängande historia.
Ett annat kännetecknande drag är numera även interaktiviteten. Bland annat uppmuntras publiken att ropa in skådespelare efter särskilt bra repliker eller kupletter. Till skillnad från vanlig teater försöker skådespelarna även att hitta ögonkontakt med publiken och kan säga sina repliker mot publiken istället för de andra skådespelarna. Andra kännetecknande drag kan vara riklig användning av ordvitsar.

### Uppsala- och Lundaskolan
Uppsalaskolan skiljer sig från den så kallade Lundaskolan genom att spexens manus helt eller delvis är på rim. Andra utmärkande drag för Uppsalaskolan kan vara att publiken ropar kommandon till skådespelarna om på vilket sätt de vill att repliken skall repeteras. Vilka kommandon som används beror på tradition - oftast skanderar man "omstart" eller "omtag" när man vill att repliker eller kupletter skall repeteras. Repliken skall då helst varieras, med en ny poäng. Vissa spex i Uppsala tillämpar även företeelsen "omspex". När ridån har gått igen vid föreställningens slut kan publiken skandera "omspex" varpå skådespelarna gör ett mindre spex eller gör om en scen lite annorlunda. Bland annat NoNSEns, Ett teknat spex och Farmisspexet i Uppsala är kända för att tillämpa denna form av publikinteraktion. Dock har Stockholms Nations Marsspex utvecklat en annorlunda spextradition som går under benämningen "komikal". Till skillnad från övriga Uppsalaspex förekommer inte någon omstart och repliker på rim.
I Lund förekommer inte rimmade spex, men här förekommer dock omtag och omstarter. Vanligtvis applåderar publiken tills kupletten eller repliken återtas. Så länge publiken applåderar repeteras nästa replik ett flertal gånger tills man bestämt sig för att ge ett omtag. Dessa kallas "stötrepliker" och kan i vissa fall hinna sägas ett stort antal gånger per föreställning. Andra gången en kuplett framförs brukar kallas för ett bis och tredje gången för ett tris.
I övriga Sverige passar de flesta studentspex in i antingen Uppsala- eller Lundaskolan, men traditionerna är här inte lika starkt etablerade. Vissa geografiska trender kan dock ses; spexen i Stockholm, Linköping och Luleå följer i regel Uppsalaskolan med rimmade spex, medan spex från västra Sverige (till exempel Göteborg, Karlstad och Skövde) oftast spelar i Lundaskolan. Ett undantag är Umeå, där spexen närmare följer Lundaskolan.
Olika spex kan inom samma skola också ha olika fokus i sina föreställningar, ett exempel kan vara mellan de två Linköpingsspexen, Linköpings Studentspex och Holgerspexet, som båda tillhör Uppsalaskolan. Linköpings Studentspex har traditionellt ett stort fokus på handling, scenografi och klassisk teaterkonst, medan Holgerspexet varit mer inriktat på sång, dans, musik och absurdistisk humor där handlingen spelat en mindre roll.

### Musiken

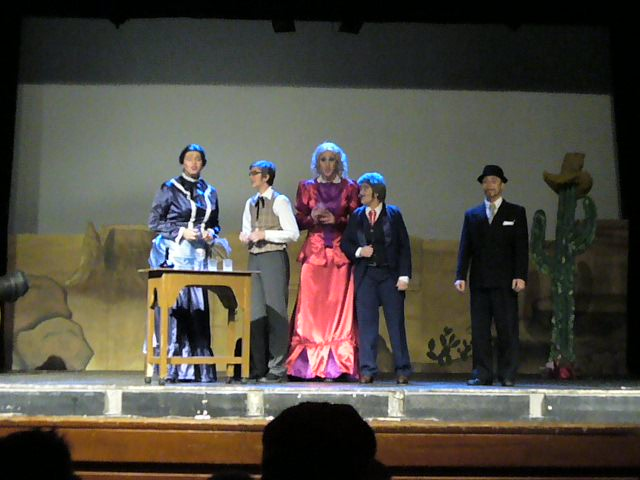
Linköpings StudentSpex 2007: I kvalet efter valet. Ensemblen framför en dryckesvisa.

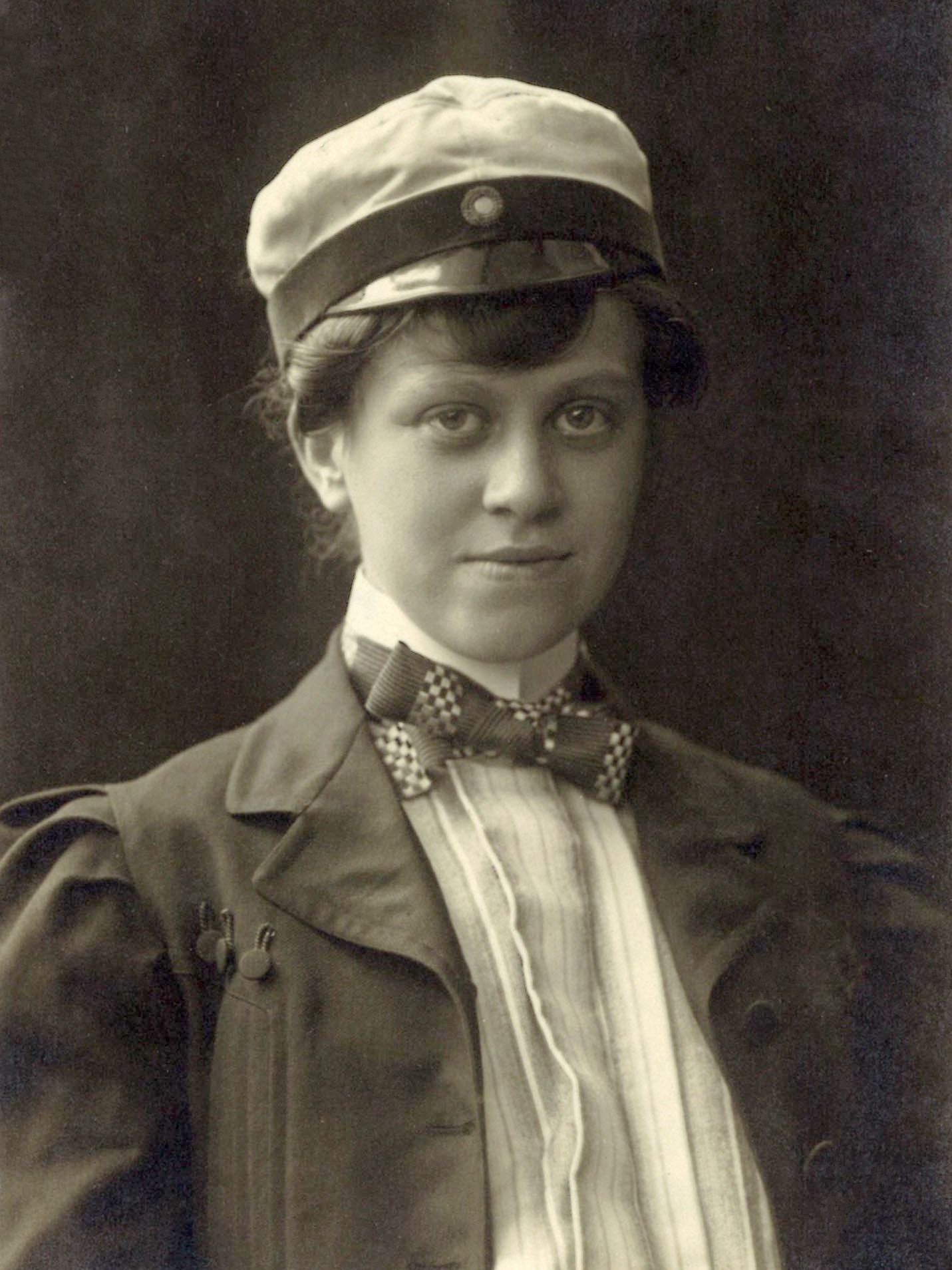
Elsa Collin blev 1907 den första kvinnan som medverkade i ett spex i Lund, och troligen även i Sverige som helhet.

Musikinslagen är kända melodier med en humoristiskt ny- eller omskriven text, vilken gärna fylls av ordvitsar. Ackompanjemanget kan bestå av allt från ett ensamt piano till en större orkester med stråkar och blåsare, men sången kan även framföras a cappella. I Lund finns det en tradition med att använda klassisk musik eller gammal revymusik. Detta frångås mer och mer då de flesta spex lånar melodier från populärmusiken.

## Kvinnligt och manligt
När spextraditionen startade var universiteten helt eller till största delen befolkade av manliga studenter, varför kvinnliga roller fick spelas av manliga skådespelare. Denna tradition har i viss mån fortsatt även sedan kvinnor vunnit inträde vid alla universitet och högskolor. Många äldre spex har helt övergett denna tradition efter hand, och vissa yngre spex har aldrig haft den. Lundaspexet har i alla år hållit hårt på att endast ha män på scen, med ett undantag: 1907 satte man upp Gerda med en kvinnlig student i rollen som kammarsnärtan Susanna. Fil.stud. Elsa Collin blev därmed såvitt man kunnat belägga den första kvinnan på en svensk spexscen.
I vissa spex med blandad skådespelarensemble bjuder traditionen att kvinnliga roller spelas av manliga skådespelare, och kvinnliga skådespelare följaktligen spelar manliga roller. Det första kända spexet som införde regelmässigt blandkönad ensemble var Jesperspexet, i och med föreningens nystart med Nyköpings gästabud 1975.

### Enkönade ensembler
Ett fåtal spex har idag enkönade ensembler. I vissa fall finns systerspex med olika ensembler, som medicinska herrspexet Corpus Karrolina och damspexet Flix. Chalmersspexet, från början ett herrspex delades under några år upp i herrspexet Bob och damspexet Vera för att åter slås ihop till ett spex igen, nu med blandad ensamble. I Lund förekommer Lundaspexarna med enbart manliga skådespelare, medan Boelspexarna endast har kvinnliga skådespelare. Tidigare har även Toddyspexarna varit ett spex med bara män på scen, men har från 2011 en blandad scenensemble.

## Spextävlingar
Nationella tävlingar i spex har genomförts vid några tillfällen under namnen Spexiaden och Spex-SM. Senaste Spex-SM, ordnades 10-11 maj 2024 i Linköping, med sex medverkande spex som spelade under två dagar. För första gången vann ett bidrag från Lund,  Jesperspexet utsågs till Sveriges bästa spex med sitt bidrag "Marie Curie".
I Lund anordnas årligen spexmelodifestivalen En gång till! där samtliga stadens ensembler ställer upp med varsin kuplett som bedöms och rangordnas i en uppsjö mer eller mindre långsökta kategorier.

## Kända spexaktiva (urval)
- Karin Adelsköld, komiker (Boelspexarna)[6]
- Hans Alfredson, författare, revymakare etc (Lundaspexarna)
- Per Andersson, komiker, skådespelare (Filosofspexet)
- Alexander Bard, musiker (Handelsspexet, Stockholm)
- Pontus Bodelsson, VD för Nationalencyklopedin och Helsingborgs Dagblad (Helsingkronaspexet, Lundaspexarna)
- Tage Danielsson, författare, poet, filmregissör, skådespelare (Östgöta nations spex, Uppsala)
- Fritte Friberg, komiker (Lundaspexarna)
- Per Fritzell, revyartist, sångare och komiker (Chalmersspexet)
- Fritte Fritzson, komiker (Jesperspexet)
- Hatte Furuhagen, historiker, författare, skådespelare (Östgöta nations spex, Uppsala)
- Henrik Hjelt, komiker (Stockholms Nations Marsspex)
- Anders Jansson, komiker (Lundaspexarna)
- Jan Johansson, pianist, jazzmusiker etc (Chalmersspexet)
- Gunnar Lundberg, operasångare, Kungliga Operan (Fysikalen)
- Kryddan Peterson, komiker och skådespelare (Lundaspexarna)
- Erik Lönnroth, professor i historia, ledamot av Svenska Akademien (Filosofspexet)
- Christer Nerfont, sångare (Jesperspexet, Lundaspexarna)
- Åke Ohlmarks, religionshistoriker, författare och översättare (Lundaspexarna)
- Sanna Persson, komiker, skådespelare (Jesperspexet, Boelspexarna)
- Stellan Sundahl, komiker, programledare (Lundaspexarna)
- Richard Tellström, måltidsforskare (Kårspexet)
- Mikael Tornving, komiker (NoNSEns)
- Johan Wester, komiker (Lundaspexarna)
- Måns Zelmerlöw, musiker (Var GladSpexarna, Toddyspexarna)
- Christian Åkesson, komiker (Lundaspexarna)
- Hedda Stiernstedt, skådespelerska, (Stockholms nations marsspex)